# Кадниково (Свердловская область)
Ка́дниково — село в Сысертском районе Свердловской области России. Входит в Сысертский муниципальный округ.
Ранее входило в состав Черданского сельсовета Сысертского района.

## Географическое положение
Кадниково расположено в 35 километрах к юго-востоку от Екатеринбурга, к юго-западу от города Арамили и в 11 километрах (по автодороге в 12 километрах) к северо-северо-востоку от окружного и районного центра — города Сысерти. Село раскинулось на левом берегу реки Сысерть, выше образованного на ней Чердынского пруда. В южной части Кадникова находится коттеджный посёлок, а в двух километрах к западу от села проходит Челябинский тракт. В окрестностях поселения много детских лагерей и баз отдыха. Климат благоприятствует здоровью жителей. Почва глинистая и каменистая; пашни гористые, изрезаны оврагами, для земледелия неудобны.

## История деревни
До 1868 года селение входило в состав прихода Свято-Троицкой церкви Арамильского села, а с 1868 года приход относился к Владимирской церкви Чердынцевского села.
В 1894 году в деревне Кадниково была открыта церковная школа грамоты в наёмном помещении.
В 1900-х годах в деревине проживали государственные крестьяне, которые занимались в основном земледелием, а в зимнее время перевозкой железа из Сысертских заводов в Екатеринбург и на железнодорожную станцию Мраморскую.

### Ильинская часовня
В начале XX века в деревне стояла деревянная часовня в честь пророка Илии. Дата постройки неизвестна. Вплоть до 1917 года ежегодно в 20-е числа июля из села Черданцева в часовню совершался крестный ход.

## Инфраструктура
В Кадникове работают клуб, фельдшерский пункт и магазин. Также в черте села расположен большой конно-спортивный клуб «Белая лошадь» и база отдыха «Иволга».
Добраться до села можно на автобусе из Екатеринбурга, Сысерти и Арамили.

## Население
| 2002 | 2010 | 2021 |
| ---- | ---- | ---- |
| 306  | ↘279 | ↗323 |